# Naturschutzgebiet Herzgraben
Das Naturschutzgebiet Herzgraben mit einer Größe von 1,5 ha liegt nördlich von Braunshausen im Stadtgebiet von Hallenberg. Es wurde am 15. September 2004 mit dem Landschaftsplan Hallenberg durch den Hochsauerlandkreis als Naturschutzgebiet (NSG) ausgewiesen. Das NSG ist Teil des Europäischen Vogelschutzgebiets Medebacher Bucht. Im Westen grenzt und Süden das Naturschutzgebiet Biotopkomplex südöstlich der Vogelshöhe an und im Osten das Stadtgebiet Medebach. Im Westen grenzt direkt die Kreisstraße 76 an, die von Dreislar nach Braunshausen führt. 

## Gebietsbeschreibung
Beim NSG handelt es sich um die etwa 1 km langen Bachabschnitte des Herzgrabens und des Lohgrabens ab Quellbereich mit Talbereichen. Der in östliche Richtung Ölfe fließende Bach Lohgraben ist auf den ersten 200 m nur zeitweise Wasser führender Flachgraben ausgebildet. Der Bach wird von einer alten Eschen-Baumhecke begleitet, bereichsweise überwuchert Schwarzdorn das Gewässerbett. Der kleine Quellbach Herzgraben fließt von Süden aus dem Naturschutzgebiet Biotopkomplex südöstlich der Vogelshöhe in den Herzgraben. Im Bereich des Zusammenflusses tieft sich der Herzgraben zu einem engen Kerbtal ein, wobei dieser Zusammenfluss genau an der Landesgrenze zu Hessen liegt. Der Bach fließt in einem naturnahen zwei bis drei Meter breiten Bachbett. Lokal liegen hier kleine Bachbungenröhrichte am Bach. An der südlichen Böschung stehen alte Pappeln und auf der Böschungskante stockt eine lückige Eschen-Baumhecke. Das Kerbtal ist hier teils aufgeweitet. Die Talsohle ist lokal quellig vernässt. Südlich des Baches liegt ein Quellsumpf der durch Rindertritt beeinträchtigt ist. Am Ostrand des NSG wurde der Bach außerhalb des Fichtenforstes an den Talrand verlegt und wird von einem weidenreichen Gehölzsaum begleitet.

## Wert und Schutzzweck des NSG
Das Fachinformationssystem vom Landesamt für Natur, Umwelt und Verbraucherschutz Nordrhein-Westfalen führt zum Wert des Gebietes auf: „Der Herzgraben ist mit seinem überwiegend naturnahen Charakter ein wertvoller Fließgewässer-Lebensraum. Das Gebiet ist zusammen mit dem Lohgraben ein bedeutsames Quellbachsystem in der Medebacher Bucht und für den regionalen Biotopverbund von Fließgewässern von Bedeutung. Der bachsäumende Fichtenforst sollte in einen bodenständigen Gehölzbestand umgewandelt und das Schlagholz aus dem Bachbett entfernt werden.“
Es soll das Bachtal mit Bach und seinem Arteninventar schützen. Zur Erhaltung und Entwicklung von Lebensgemeinschaften und Lebensstätten wildlebender, teils gefährdeter Arten, von Tier- und Pflanzenarten beizutragen. Wie bei allen Naturschutzgebieten in Deutschland wurde in der Schutzausweisung darauf hingewiesen, dass das Gebiet „wegen der Seltenheit, besonderen Eigenart und Schönheit des Gebietes“ als Naturschutzgebiet ausgewiesen wurde. Laut Naturschutzgebiets-Ausweisung wurde das Gebiet zum Naturschutzgebiet auch ausgewiesen, um zur Sicherung des ökologischen Netzes Natura 2000 der EU im Sinne der FFH-Richtlinie.

## Pflanzenarten im NSG
Vom Landesamt für Natur, Umwelt und Verbraucherschutz Nordrhein-Westfalen dokumentierte Pflanzenarten im Gebiet: Bachbunge, Besenheide, Bitteres Schaumkraut, Flutender Schwaden, Giersch, Quell-Sternmiere, Ruprechtskraut.